# Pixilláció
A pixilláció képkockánként rögzített filmanimációs technika, amikor az animált szereplők mindegyike vagy egy része színész, akik a reális mozgás helyett fázisról fázisra, képfelvételről képfelvételre csak apránként mozdulnak el, így a végeredmény „élethű” látványt mutat ugyan, a mozdulatok és a helyváltoztatás módjai viszont groteszkek, olykor a fizika törvényszerűségeivel összeegyeztethetetlenek lesznek.

## Pixillációs filmek (példák)
- Varsányi Ferenc: Suli-buli. 1976
- Varsányi Ferenc: Csepke

## Külső hivatkozások
- Pixillációs videóklip: Peter Gabriel (előadó), Aardman Animations and the Brothers Quay (pixilláció). (1990). Sledgehammer. (Hozzáférés ideje: 2019-03-12.)